# Edward Babiuch
Edward Mikołaj Babiuch Edward Babiuchⓘ (* 28. Dezember 1927 in Grabocin (heute Stadtteil von Dąbrowa Górnicza); † 2. Februar 2021) war ein polnischer Politiker.

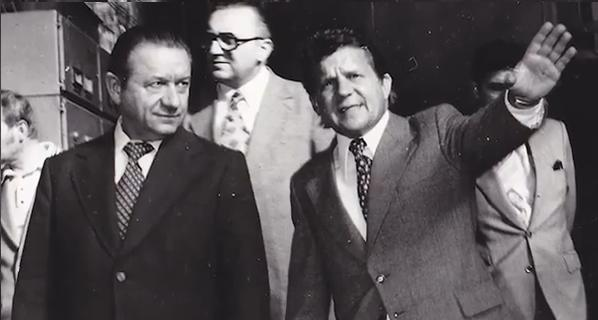
Edward Babiuch (links)

## Leben

### Herkunft und Ausbildung
Aus einer Bergarbeiterfamilie stammend, trat er 1948 der Polnischen Vereinigten Arbeiterpartei (PVAP) bei. Seit 1949 im Apparat des staatlichen Jugendverbandes (Związek Młodzieży Polskiej) arbeitend studierte er 1953 bis 1955 an der Zentralen Parteischule der PVAP sowie an der Hochschule für Planung und Statistik in Warschau.

### Politische Funktionen

#### PVAP
Nach diesem Studium arbeitete er seit 1955 im Apparat des ZK der PVAP.
1959 wurde er Sekretär für Organisationsfragen des Woiwodschaftskomitees der PVAP für die Woiwodschaft Warschau.
1963 wurde er stellvertretender Abteilungsleiter des ZK für Organisationsfragen, 1964 Mitglied des ZK und 1965 Abteilungsleiter des ZK für Organisationsfragen.
Nach dem Sturz Władysław Gomułkas war er von 1970 bis 1980 Sekretär des ZK und Mitglied des Politbüro des ZK der PVAP.

#### Staat
1972 wurde er Mitglied des Staatsrats, 1976 dessen stellvertretender Vorsitzender.
1980 bekleidete er von Februar bis Oktober den Posten des Ministerpräsidenten.

### Ende der Karriere
Als enger Vertrauter von Edward Gierek wirkte er an der Planung von Wirtschaftsreformen mit. Aufgrund des Scheiterns dieser und im Kontext der von der Gewerkschaft Solidarność losgetretenen Streikwelle wurde er im Herbst 1980 aller Partei- und Staatsämter enthoben. 1981 wurde er als einer der vermeintlichen Verantwortlichen für die Lage Polens Ende der 70er/Anfang der 80er Jahre aus der PVAP ausgeschlossen. Nach der Verhängung des Kriegszustandes am 13. Dezember 1981 wurde er wie Gierek interniert. Seitdem spielte er im öffentlichen Leben keine Rolle mehr.

### Tod
Babiuch starb Anfang Februar 2021 im Alter von 93 Jahren.

## Ehrungen
- 1976: Großkreuz des Ordens des Infanten Dom Henrique